# Петренко, Вадим Евгеньевич
Вадим Евгеньевич Петренко (лит. Vadimas Petrenko; род. 26 мая 1974, Вильнюс) — литовский футболист.

## Биография
Родился 26 мая 1974 года в городе Клайпеда, Литовская ССР, СССР.

## Карьера

### Клубная
Карьеру начинал в «Жальгирисе». Далее выступал за «Гранитас». С 1992 по 1994 год играл за «Панерис». В 1994 году вернулся в «Гранитас», который к этому времени был переименован в «Арас». С 1998 по 1999 год играл за каунасский «Жальгирис». В марте 2000 года был заявлен за нижегородский «Локомотив». За клуб в чемпионате России дебютировал 25 марта 2000 года в домашнем матче 1-го тура против новороссийского «Черноморца». Через полгода вернулся в «Каунас». В сезоне 2002/2003 играл за чешскую «Сигму». В 2006—2007 годах поочередно выступал за «Шилуте» и латвийский «Металлург» Лиепая. В 2009 году перешёл в норвежский клуб «Каупангер», а в 2010 году — в «Скьолд». В 2011 году выступал за «Норд».

### В сборной
В период с 1998 по 2003 год провёл 7 матчей в составе национальной сборной Литвы.